# Christos Lambropoulos
Christos Lambropoulos (...) è un allenatore di football americano greco con cittadinanza australiana, head coach dei Munich Cowboys.
Ha cominciato la carriera da allenatore nel 2016 agli australiani Sutherland Seahawks, entrando successivamente nel coaching staff della nazionale australiana. Si trasferisce quindi nel 2019 in Germania ai Düsseldorf Panther e l'anno successivo ai Saarland Hurricanes per poi nel 2023 allenare in ELF i Cologne Centurions; dal 2024 è head coach dei Munich Cowboys.